# Amigna
Amigna est un woreda du centre-est de l'Éthiopie situé dans la zone Arsi de la région Oromia. Il a 73 245 habitants en 2007. Son chef-lieu est Adele.
Limitrophe de la zone Mirab Hararghe à l'est, le woreda Amigna est entouré dans la zone Arsi par les woredas Sude, Chole et Gololcha au nord, par les woredas Seru et Bale Gasegar au sud et par le woreda Robe à l'ouest.
Son centre administratif, Adele, se trouve dans l'ouest du woreda sur la route allant de Robe à Seru,,, route qui se prolonge vers Sheikh Hussein dans la zone Est Bale.
Au recensement national de 2007, le woreda compte 73 245 habitants dont 9 % de citadins avec 6 425 habitants à Adele,. La majorité des habitants du woreda (59 %) sont musulmans, 40 % sont orthodoxes et moins de 1 % sont protestants.
En 2022, la population du woreda est estimée à 106 743 personnes avec une densité de population de 82 personnes par km2 et 1 304 km2 de superficie.